# Dorothy Hyman
Dorothy Hyman, née le 9 mai 1941 à Cudworth, est une athlète britannique spécialiste des épreuves de sprint. 

## Carrière
Deuxième du relais 4 × 100 mètres des Championnats d'Europe de 1958 aux côtés de ses coéquipières du Royaume-Uni, elle remporte la même année pour le compte de l'équipe d'Angleterre le titre du relais 4 × 110 yards à l'occasion des Jeux de l'Empire britannique et du Commonwealth se déroulant à Cardiff. Sélectionnée pour les Jeux olympiques de 1960, à Rome, elle se classe deuxième de l'épreuve du 100 mètres, derrière l'Américaine Wilma Rudolph, et obtient par ailleurs la médaille de bronze sur 200 mètres.
En 1962, Dorothy Hyman décroche trois médailles lors des Championnats d'Europe de Belgrade : l'or sur 100 m (11 s 3), l'argent sur 200 m et le bronze au titre du relais 4 × 100 m. Elle s'illustre par ailleurs lors des Jeux du Commonwealth de Perth en remportant les titres du 100 yards et du 220 yards, en se classant deuxième du 4 × 110 yards.
Elle participe aux Jeux olympiques de 1964 et obtient la médaille de bronze du relais 4 × 100 m aux côtés de Janet Simpson, Mary Rand et Daphne Arden.
Elle est élue sportive de l'année 1963 par la rédaction de la BBC.

### Palmarès
| Date | Compétition           | Lieu      | Résultat | Épreuve       |
| ---- | --------------------- | --------- | -------- | ------------- |
| 1958 | Championnats d'Europe | Stockholm | 2e       | 4 × 100 m     |
| 1958 | Jeux du Commonwealth  | Cardiff   | 1re      | 4 × 110 yards |
| 1960 | Jeux olympiques       | Rome      | 2e       | 100 m         |
| 1960 | Jeux olympiques       | Rome      | 3e       | 200 m         |
| 1962 | Championnats d'Europe | Belgrade  | 1re      | 100 m         |
| 1962 | Championnats d'Europe | Belgrade  | 2e       | 200 m         |
| 1962 | Championnats d'Europe | Belgrade  | 3e       | 4 × 100 m     |
| 1962 | Jeux du Commonwealth  | Perth     | 1re      | 100 yards     |
| 1962 | Jeux du Commonwealth  | Perth     | 1re      | 220 yards     |
| 1962 | Jeux du Commonwealth  | Perth     | 2e       | 4 × 110 yards |
| 1964 | Jeux olympiques       | Tokyo     | 3e       | 4 × 100 m     |

### Records
| Épreuve | Performance | Lieu | Date |
| ------- | ----------- | ---- | ---- |
| 100 m   | 11 s 54     |      | 1964 |
| 200 m   | 23 s 2      |      | 1963 |